# Liometoxenus newtonarum
Liometoxenus newtonarum är en skalbaggsart som beskrevs av Kistner, Jacobson och Jensen 2002. Liometoxenus newtonarum ingår i släktet Liometoxenus och familjen kortvingar. Inga underarter finns listade i Catalogue of Life.